# Октаиодид триниобия
Октаиодид триниобия — неорганическое соединение, 
соль металла ниобия и Иодистоводородной кислоты
с формулой Nb3I8,
чёрные кристаллы,
не растворяется в воде, кислотах и щелочах.

## Получение
- Действие иода на ниобий в градиенте температур:

{\displaystyle {\mathsf {3Nb+4I_{2}\ {\xrightarrow {760-800^{o}C}}\ Nb_{3}I_{8}}}}

## Физические свойства
Октаиодид триниобия образует чёрные кристаллы 
тригональной сингонии, 
пространственная группа R 3m, 
параметры ячейки a = 0,7600 нм, c = 4,1715 нм, Z = 6.
Не растворяется в воде, кислотах и щелочах.